# Truvo
Truvo (tidligere World Directories) er et multinationalt firma, der har specialiseret sig i lokal søgning og reklamer i fem lande. Dets mest kendte produkter omfatter Internet hjemmesider med navn og firmadatabaser (De Gule Sider) hjemmesider samt lignende offline udskrevne registre.

## Beskrivelse
Truvo, tidligere World Directories er en større internatonal virksomhed bestående af 1.400 medarbejdere og med en førende markedsrepræsentation i fem forskellige lande. De online og offline registre er brugt af mere en 10 millioner personer hver måned. Markedsstrategien består i at servicere en samling informationsregistre der hjælper virksomheder med på en let og tilgængelige facon at komme i kontakt med købere, til hvilke formål der vedligeholdes en vifte af services på forskellige platforme; papir, internet, telefon/mobil. Truvo er på nuværende tidspunkt på markedet i Belgien, Portugal, Irland samt delvist i Sydafrika og Puerto Rico.